# 戸川貴行
戸川 貴行（とがわ たかゆき）は、日本の歴史学者。専門は中国史（魏晋南北朝史）、お茶の水女子大学准教授。岡山県倉敷市生まれ。